# Farid Chaâl
Farid Chaâl (en arabe : فريد شعال), est un footballeur algérien né le 3 juillet 1994 à Beni Douala dans la wilaya de Tizi-Ouzou. Il évolue au poste de gardien de but au CR Belouizdad.

## Biographie
En 2014, il rejoint le MC Alger. 
Au bout de 2 ans, il est intégré en équipe professionnelle et joue comme titulaire en équipe espoir. En parallèle, il est sélectionné avec l'équipe d'Algérie espoir. La saison suivante, voyant qu'il n'aura pas de chance pour être le premier gardien au Mouloudia, Chaâl cherche à trouver un autre club pour rester en forme et maintenir sa place en équipe d'Algérie olympique, dans ce sillage, son club le MC Alger décide de le prêter une saison à l'USMH. 
En 2016, bien que le joueur soit très courtisé par de nombreux clubs, notamment le club phare de sa région natale la JS Kabylie, Chaâl revient au MC Alger, dont les dirigeants refusent catégoriquement son transfert et le considèrent comme l'un des joueurs d'avenir du club.

### Carrière en équipe nationale olympique
Avec la sélection algérienne, il participe à la Coupe d'Afrique des nations des moins de 17 ans 2015 organisée au Sénégal. L'Algérie atteint la finale de la compétition, en étant battue par le Nigeria, et se qualifie pour les Jeux Olympiques d'été de 2016 ou Farid Chaâl est sélectionné pour représenter l’équipe olympique d'Algérie de football dans ces jeux.

## Statistiques

### En club
| Saison                | Club                  | Championnat           | Championnat | Championnat | Coupe nationale | Coupe nationale | Coupe de la Ligue | Coupe de la Ligue | Supercoupe | Supercoupe | Compétition(s) continentale(s) | Compétition(s) continentale(s) | Compétition(s) continentale(s) | Autres compétitions | Autres compétitions | Autres compétitions | Algérie | Algérie | Total | Total |
| Saison                | Club                  | Division              | M.          | B.          | M.              | B.              | M.                | B.                | M.         | B.         | Comp.                          | M.                             | B.                             | Comp.               | M.                  | B.                  | M.      | B.      | M.    | B.    |
| 2014-2015             | MC Alger              | Ligue 1               | 1           | 0           | -               | -               | -                 | -                 | -          | -          | -                              | -                              | -                              | -                   | -                   | -                   | -       | -       | 1     | 0     |
| 2016-2017             | MC Alger              | Ligue 1               | 11          | 0           | 2               | 0               | -                 | -                 | 1          | 0          | C2                             | 0                              | 0                              | -                   | -                   | -                   | -       | -       | 14    | 0     |
| 2017-2018             | MC Alger              | Ligue 1               | 18          | 0           | 1               | 0               | -                 | -                 | -          | -          | C1                             | 6                              | 0                              | -                   | -                   | -                   | -       | -       | 25    | 0     |
| 2018-2019             | MC Alger              | Ligue 1               | 27          | 0           | 3               | 0               | -                 | -                 | -          | -          | -                              | -                              | -                              | UAFA                | 2                   | 0                   | -       | -       | 32    | 0     |
| 2019-2020             | MC Alger              | Ligue 1               | 15          | 0           | -               | -               | -                 | -                 | -          | -          | -                              | -                              | -                              | UAFA                | 4                   | 0                   | -       | -       | 19    | 0     |
| 2020-2021             | MC Alger              | Ligue 1               | 16          | 0           | -               | -               | 1                 | 0                 | -          | -          | C1                             | 3                              | 0                              | -                   | -                   | -                   | -       | -       | 20    | 0     |
| 2021-2022             | MC Alger              | Ligue 1               | 31          | 0           | -               | -               | -                 | -                 | -          | -          | -                              | -                              | -                              | -                   | -                   | -                   | -       | -       | 31    | 0     |
| 2022-2023             | MC Alger              | Ligue 1               | 8           | 0           | -               | -               | -                 | -                 | -          | -          | -                              | -                              | -                              | -                   | -                   | -                   | 0       | 0       | 8     | 0     |
| Sous-total            | Sous-total            | Sous-total            | 127         | 0           | 6               | 0               | 1                 | 0                 | 1          | 0          | -                              | 9                              | 0                              | -                   | 6                   | 0                   | 0       | 0       | 150   | 0     |
| 2015-2016             | USM El Harrach (prêt) | Ligue 1               | 25          | 0           | 2               | 0               | -                 | -                 | -          | -          | -                              | -                              | -                              | -                   | -                   | -                   | -       | -       | 27    | 0     |
| 2023-2024             | Al Najma-SC           | First Division        | 30          | 0           | 2               | 0               | -                 | -                 | -          | -          | -                              | -                              | -                              | -                   | -                   | -                   | -       | -       | 32    | 0     |
| 2024-2025             | CR Belouizdad         | Ligue 1               | 1           | 0           | -               | -               | -                 | -                 | -          | -          | C1                             | 0                              | 0                              | -                   | -                   | -                   | -       | -       | 1     | 0     |
| Total sur la carrière | Total sur la carrière | Total sur la carrière | 183         | 0           | 10              | 0               | 1                 | 0                 | 1          | 0          | -                              | 9                              | 0                              | -                   | 6                   | 0                   | 0       | 0       | 210   | 0     |

## Palmarès

### En sélection
| Algérie olympique - Coupe d'Afrique des nations -23 ans - Finaliste en 2015 |  | Algérie A' - Championnat d'Afrique des nations - Finaliste en 2022 |